# Jean-Philippe Saïko
Jean-Philippe Saïko (ur. 20 sierpnia 1990 w Numei) – nowokaledoński piłkarz grający na pozycji napastnika w klubie AS Magenta.

## Kariera klubowa

### AS Kirikitr
Saïko grał dla AS Kirikitr w sezonie 2008/2009.

### AS Magenta
Saïko pierwszy raz grał dla AS Magenta w latach 2009–2012. W sezonie 2009 zdobył dla niej 2 gole w 15 meczach, a w następnym sezonie 11 bramek w 20 występach. Do AS Magenty piłkarz ten wrócił w 2019, jednak odszedł już po roku. Po raz kolejny przybył do zespołu z Numei w 2022.

### Gaïtcha FCN
Do Gaïtcha FCN Saïko przeszedł 1 lipca 2013. Przez pół roku gry strzelił dla niej 25 goli w 20 meczach.

### FC Montaigu
Saïko przeniósł się do FC Montaigu 1 stycznia 2014. Zdobył tam 2 bramki występując w 14 spotkaniach.

### Vendée Poiré sur Vie Football B
Saïko trafił do rezerw Vendée Poiré sur Vie Football w sezonie 2014/2015. Rozegrał dla nich 14 meczów, strzelając 2 gole.

### Poitiers FC
Saïko przeszedł do Poitiers FC 1 lipca 2015. W sezonie 2015/2016 w 19 spotkaniach zdobył 7 bramek. W sezonie 2017/2018 w 22 meczach strzelił 10 goli.

### Limoges FC
1 lipca 2018 Saïko przeniósł się do Limoges FC. Na boisko wybiegał w 7 starciach, w żadnym nie zdobywając bramki.

### Tasman United
Do drużyny Tasman United Saïko trafił 1 lipca 2019. W 14 meczach strzelił 8 goli.

### AS Lössi
Saïko został wypożyczony do AS Lössi 1 lipca 2020. W sezonie 2021 zdobył dla nich 10 bramek.

## Kariera reprezentacyjna
| Mecze i gole w reprezentacji | Mecze i gole w reprezentacji | Mecze i gole w reprezentacji | Mecze i gole w reprezentacji | Mecze i gole w reprezentacji | Mecze i gole w reprezentacji | Mecze i gole w reprezentacji | Mecze i gole w reprezentacji         |
| Nowa Kaledonia               | Nowa Kaledonia               | Nowa Kaledonia               | Nowa Kaledonia               | Nowa Kaledonia               | Nowa Kaledonia               | Nowa Kaledonia               | Nowa Kaledonia                       |
| Lp.                          | Data                         | Miejsce                      | Gospodarz                    | Gość                         | Wynik                        | Gol                          | Rozgrywki                            |
| ---------------------------- | ---------------------------- | ---------------------------- | ---------------------------- | ---------------------------- | ---------------------------- | ---------------------------- | ------------------------------------ |
| 1.                           | 29.05.2016                   | Port Moresby                 | Papua-Nowa Gwinea            | Nowa Kaledonia               | 1:1                          | Gol                          | Mistrzostwa Świata 2018 – eliminacje |
| 2.                           | 05.06.2016                   | Port Moresby                 | Tahiti                       | Nowa Kaledonia               | 1:1                          |                              | Mistrzostwa Świata 2018 – eliminacje |
| 3.                           | 08.06.2016                   | Port Moresby                 | Nowa Zelandia                | Nowa Kaledonia               | 1:0                          |                              | Mistrzostwa Świata 2018 – eliminacje |
| 4.                           | 23.06.2016                   | Numea                        | Nowa Kaledonia               | Malezja                      | 1:2                          | Gol                          | Mecz towarzyski                      |
| 5.                           | 07.07.2019                   | Apia                         | Samoa Amerykańskie           | Nowa Kaledonia               | 0:5                          | Gol · Gol                    | Igrzyska Pacyfiku 2019               |
| 6.                           | 10.07.2019                   | Apia                         | Wyspy Salomona               | Nowa Kaledonia               | 0:2                          | Gol · Gol                    | Igrzyska Pacyfiku 2019               |
| 7.                           | 12.07.2019                   | Apia                         | Fidżi                        | Nowa Kaledonia               | 0:1                          | Gol                          | Igrzyska Pacyfiku 2019               |
| 8.                           | 17.07.2019                   | Apia                         | Tuvalu                       | Nowa Kaledonia               | 0:11                         | Gol · Gol · Gol · Gol        | Igrzyska Pacyfiku 2019               |
| 9.                           | 20.07.2019                   | Apia                         | Nowa Zelandia U-23           | Nowa Kaledonia               | 2:1                          |                              | Mecz towarzyski                      |
| 10.                          | 24.03.2022                   | Doha                         | Nowa Zelandia                | Nowa Kaledonia               | 7:1                          | Gol                          | Mistrzostwa Świata 2022 – eliminacje |